# Миядзава, Риэ
Риэ Миядзава  (яп. 宮沢りえ Миядзава Риэ, род. 1 апреля 1973 года) — японская модель и актриса.
Начала карьеру модели в 12 лет. В 18 лет стала общенациональной сенсацией, выпустив фотоальбом «Санта Фе», где появилась обнажённой. На следующий год Миядзава вновь привлекла внимание японской публики, когда объявила о помолвке с популярным и подающим большие надежды борцом сумо Таканоханой, но спустя несколько месяцев помолвка была расторгнута. В это же время происходит конфликт между Риэ и её матерью, которая многие годы выполняла обязанности пиар-менеджера своей дочери. Из-за конфликта в семье и давления прессы Миядзава совершает попытку самоубийства. В 1996 году морально и физически истощённая Миядзава отбывает на лечение в США. В скором времени она вернулась в Японию, где продолжила карьеру актрисы, сначала в телесериалах, позже — в художественных картинах.
Первый громкий успех актрисе принесла картина «Пионовая беседка», за которую в 2001 году она была удостоена серебряного Георгия на 23-м Московском кинофестивале. В 2014 году Миядзава была награждена кинопремией Hochi Film Award в номинации Лучшая актриса за главную роль в фильме Pale Moon.

## Биография

### Начало карьеры
Риэ Миядзава родилась 1 апреля 1973 года в Токио от матери-японки и отца-голландца. У девушки есть единокровная сестра в Нидерландах. Родители расстались вскоре после появления девочки на свет, и мать растила девочку одна. Впервые Риэ попала на телевидение, когда ей было 11 лет. Тогда она снялась в рекламе «KitKat». За этим последовали предложения на съёмки в различных рекламных роликах, телешоу. В одной из реклам Риэ оказалась на съёмочной площадке вместе с Арнольдом Шварценеггером. Доход девушки к восемнадцати годам составлял 400 миллионов йен в год от одной только рекламы. В кино Риэ впервые снялась в 1988 году. Девушка сыграла в комедии «Наша семидневная война» режиссёра Хироси Сугавары. Игра Риэ была высоко оценена критиками: Миядзава получила награду японской киноакадемии в номинации «Лучший дебютант». В 1990 году Мицуко, мать Риэ, создала бюро по продвижению юных талантов Office Meisje, единственной участницей которого была сама Риэ.
Миядзава эпизодически появлялась в телесериалах и фильмах, но широкой аудитории она в первую очередь была известна как девушка с рекламных плакатов, при этом далеко не самой популярной и узнаваемой: в хит-параде самых узнаваемых «девушек с плаката», опубликованном журналом «Никкэй Энтертеймент!» 28 августа 1991 года, она занимала всего лишь 20-е место. Через два месяца то же издание сообщит, что узнаваемость Миядзавы в течение двух дней выросла с 72 % до 100 %.

### «Санта-Фе» и пик популярности
Жизнь Риэ Миядзавы кардинальным образом изменилась в середине октября 1991 года, когда две крупнейшие национальные газеты, «Ёмиури симбун» (13 октября) и «Асахи симбун» (14 октября), опубликовали рекламу готовящегося к выпуску фотоальбома Кисина Синоямы «Санта Фе», снабдив её фотографией обнажённой Миядзавы в полный рост. Как отмечал наблюдатель Марк Шиллинг, в Японии, где люди привыкли видеть эротику везде, от журнальных полок в супермаркетах до телевизионных передач в прайм-тайме, Миядзава не имела шансов привлечь всеобщее внимание, если бы её фотография не появилась в двух крупнейших газетах, суммарный тираж которых составлял 18 миллионов экземпляров, да к тому же на той странице, где, как правило, публиковались международные новости: «Это было бы равнозначно тому, как если бы в Штатах The Washington Post и The New York Times вместо новостей об экономических реформах в России или выборах на Филиппинах опубликовали обнажённую фотографию 18-летней Брук Шилдс». В первые три дня издательство Асахи Сюппанся, занимавшееся преимущественно изданием лингвистических учебников и философских трактатов, получило 300 000 заказов на фотоальбом. Скандал вокруг Риэ Миядзавы стал главной темой обсуждения в газетах и на телевидении. Директор «Асахи Сюппанся» Сигэки Акаи, чьей продуманной рекламной кампании и был обязан феноменальный успех фотоальбома, потратил на промоакции не более 100 миллионов йен, но только то эфирное время, которое было выделено телекомпаниями на обсуждение Миядзавы и её фотокниги, стоило больше 10 миллиардов йен. За менее чем три месяца было продано 1,5 миллиона копий «Санта Фе».
Феноменальный успех «Санта Фе» был обусловлен рядом причин. В первую очередь это то, что рекламу фотокниги опубликовали «Ёмиури симбун» и «Асахи симбун», заявив при этом, что публикация фотографии, которая является произведением искусства, а не порнографией, не противоречит их принципам. Во-вторых: на нескольких фотографиях в «Санта-Фе» Миядзава демонстрировала лобковые волосы, что считалось табу даже для японской порноиндустрии.
Сама публикация «Санта Фе» получила противоречивые отзывы. С одной стороны Миядзава стала новым секс-символом для мужской половины Японии («Теперь я готов умереть», — сказал писатель Акиюки Носака после просмотра фотографий), с другой стороны девушка и её мать были подвергнуты бичеванию в прессе. Читатели и обозреватели с негодованием отмечали, что только полукровка или девушка, которая уже вступала в интимные отношения, могла пойти на такой шаг. Аналитик Рэйко Сайто в письме в редакцию «Асахи симбун» отмечала, что альбом стал плодом успешного сотрудничества «молодой звезды, которая воспользовалась шансом, чтобы поднять свою цену, и фотографа, который, если говорить прямо, снимает одно и то же последние 20 лет. [Фотоальбом] является 100-процентным коммерческим продуктом. Но даже если это коммерция, мне интересно, что́ должно быть в голове у человека, который додумался до такого способа заработать денег на беспечной 18-летней девчушке».

### Дальнейшая карьера
В октябре 1992 года было объявлено о помолвке Риэ с популярным и подающим большие надежды борцом сумо Таканоханой, но спустя несколько месяцев договорённость была расторгнута из-за её нежелания завершать актёрскую карьеру после замужества, на чём настаивала семья жениха. Риэ продолжала сниматься на телевидении и в кино, но вскоре у девушки произошёл конфликт с матерью, которая была её продюсером. В 1994 году девушка совершает попытку самоубийства.
В 2001 году она снялась в фильме из серии «Дневник рыбака-любителя». За роль в «Пионовой Беседке» Риэ получила награду на Московском кинофестивале, а «Сумеречный самурай» принёс девушке премию японской киноакадемии.
Замужем за бывшим профессиональными серфером с Гавайских островов. 20 мая 2009 года в Токио Риэ родила девочку. В 2016 году объявила о разводе с мужем, через два года повторно вышла замуж за участника бой-бэнд группы «V6» Го Морита.
В 2014 году получила награду Hochi Film Award в номинации Лучшая актриса за главную роль в фильме Pale Moon.

## Фильмография
| Фильмы | Фильмы                                                  | Фильмы                                       | Фильмы                 |
| Год    | На русском языке                                        | На языке оригинала                           | Роль                   |
| ------ | ------------------------------------------------------- | -------------------------------------------- | ---------------------- |
| 1988   | «Наша семидневная война»                                | «Bokura no nanoka-kan sensô»                 | Hitomi Nakayama        |
| 1989   | «Who do I choose»                                       | «Docchini suruno»                            | Namiko                 |
| 1991   | «Taiheiki (сериал)»                                     | «Taiheiki»                                   | Fujiyasha              |
| 1992   | «Басара — княжна Го»                                    | «Gô-hime»                                    | Princess Goh           |
| 1992   | «Эротические связи»                                     | «Erotikkuna kankei»                          | Rie                    |
| 1993   | «Saiyûki» (ТВ)                                          | «Saiyûki»                                    | Xuanzang Sanzang       |
| 1994   | «47 ронинов»                                            | «Shijûshichinin no shikaku»                  | Karu                   |
| 1995   | «Kita no kuni kara '95 himitsu» (ТВ)                    | «Kita no kuni kara '95 himitsu»              | Shu Konuma             |
| 1995   | «Seiya no kiseki» (ТВ)                                  | «Seiya no kiseki»                            | Miss Sato              |
| 1995   | «Tenshu monogatari»                                     | «Tenshu monogatari»                          | Kame-hime              |
| 1996   | «Концерт / Концерто / Мелодия, исполняемая сообща» (ТВ) | «Kyosokyoku / Concerto / Sakkyoku»           | Sakaki Hana            |
| 1998   | «Mikeneko hoomuzu no tasogare hoteru» (ТВ)              | «Mikeneko hoomuzu no tasogare hoteru»        | Harumi Kataoka         |
| 1998   | «Kita no kuni kara '98 jidai» (ТВ)                      | «Kita no kuni kara '98 jidai»                | Shu Konuma             |
| 1999   | «Роман» (сериал)                                        | «Romance»                                    | Mizuki Kurasawa        |
| 2000   | «Yun zhuan shou zhi lian»                               | «Yun zhuan shou zhi lian»                    | Officer Zhuang Jingwen |
| 2001   | «Пионовая беседка»                                      | «Youyuan jingmeng»                           | Cui Hua                |
| 2001   | «Tsuribaka nisshi 12: Shijo saidai no kyuka»            | «Tsuribaka nisshi 12: Shijo saidai no kyuka» | Kozue Kido             |
| 2002   | «Utsutsu»                                               | «Utsutsu»                                    | Ikuko Obara            |
| 2002   | «Kita no kuni kara 2002 yuigon»                         | «Kita no kuni kara 2002 yuigon»              | Shu Konuma             |
| 2002   | «Сумеречный самурай»                                    | «Tasogare Seibei»                            | Tomoe Iinuma           |
| 2003   | «Musashi» (сериал)                                      | «Musashi»                                    | Oshino                 |
| 2003   | «Hatsu tsubomi» (ТВ)                                    | «Hatsu tsubomi»                              | Otami                  |
| 2004   | «Когда живёшь с отцом»                                  | «Chichi to kuraseba»                         | Mitsue                 |
| 2004   | «Тони Такитани»                                         | «Tony Takitani»                              | Konuma Eiko, Hisako    |
| 2005   | «Natsumeke no shokutaku» (ТВ)                           | «Natsumeke no shokutaku»                     | Kyoko Natsume          |
| 2005   | «Налитые кровью глаза»                                  | «Ashura-jô no hitomi»                        | Tsubaki                |
| 2005   | «Blue canary» (ТВ)                                      | «Blue canary»                                | Detective              |
| 2005   | «Книга мёртвых»                                         | «Shisha no sho»                              | Iratsume of Fujiwara   |
| 2005   | «Onna no ichidaiki»(сериал)                             | «Onna no ichidaiki»                          | Jakucho Setouchi       |
| 2006   | «Цветок»                                                | «Hana yori mo naho»                          | Osae                   |
| 2007   | «Orion-za kara no shôtaijô»                             | «Orion-za kara no shôtaijô»                  | Toyo Toyota — young    |
| 2008   | «Yume no mani mani»                                     | «Yume no mani mani»                          | Junko Nakano           |
| 2009   | «Серебряно-желатиновая любовь»                          | «Zerachin shirubâ love»                      | Assasin                |
| 2009   | «Океаны»                                                | «Océans»                                     | рассказчик             |
| 2016   | «Её любовь кипятит воду»                                | «Yu wo wakasuhodo no atsui ai»               | Футаба Сатино          |

## Награды и номинации
| Год  | Фильм                  | Награда                                                       | Категория                             | Результат |
| ---- | ---------------------- | ------------------------------------------------------------- | ------------------------------------- | --------- |
| 1989 | Наша семидневная война | Awards of the Japanese Academy                                | Newcomer of the Year                  | Победа    |
| 1989 | Наша семидневная война | Mainichi Film Concours                                        | Sponichi Grand Prize New Talent Award | Победа    |
| 1989 | Docchini suruno        | Nikkan Sports Film Awards                                     | Best New Talent                       | Победа    |
| 2001 | Пионовая беседка       | «Серебряный Георгий» Московского международного кинофестиваля | Лучшая актриса                        | Победа    |
| 2002 | Tasogare Seibei        | Nikkan Sports Film Awards                                     | Best Supporting Actress               | Победа    |
| 2003 | Tasogare Seibei        | Awards of the Japanese Academy                                | Best Actress                          | Победа    |
| 2003 | Tasogare Seibei        | Blue Ribbon Awards                                            | Best Supporting Actress               | Победа    |
| 2003 | Tasogare Seibei        | Mainichi Film Concours                                        | Best Supporting Actress               | Победа    |
| 2003 | Tasogare Seibei        | Kinema Junpo Awards                                           | Best Actress                          | Победа    |
| 2003 | Utsutsu                | Kinema Junpo Awards                                           | Best Actress                          | Победа    |

### Комментарии
1. ↑  Ещё за шесть лет до этого Асахи бросила вызов общественной морали, опубликовав фотографию девушки, не прикрыв её соски звёздочками. Однако до этого газета никогда не публиковала фотографии обнажённых знаменитостей, тем более в полный рост на всю страницу.
2. ↑  «Санта Фе» не стал первым фотоальбомом, в котором был нарушен запрет на демонстрацию лобковых волос. Годом ранее «Асахи Сюппанся» выпустила два других фотоальбома фотографа Кисина Синоямы, в котором содержались фотографии подобного плана. В первом случае это были фотоальбом 33-летней актрисы Канако Хигути, во втором — 26-летнего актёра Мотоки Масахиро[англ.]. Майский выпуск Гэйдзюцу Синтё[яп.] также содержал снимки обнажённой девушки с демонстрацией лобковых волос. Оба издательства получили предупреждение от муниципальной полиции Токио[англ.], однако штраф наложен не был, поскольку полиция сочла, что «в обществе сложился тренд на принятие фотографий подобного типа», да и «художественная ценность фотографий не вызывает сомнений». Поэтому неудивительно, что после публикации «Санта Фе» издательство не получило даже предупреждения.